# Febbre a 90'
Febbre a 90' (titolo originale Fever Pitch o a volte negli Stati Uniti d'America Fever Pitch: A Fan's Life) è il titolo di un romanzo autobiografico del 1992 scritto dall'autore britannico Nick Hornby. Il libro ispirò due lungometraggi: Febbre a 90°, pellicola inglese del 1997, e il suo remake statunitense intitolato L'amore in gioco del 2005. 
Febbre a 90' fu pubblicato nel 1992, e fu il primo libro di Hornby. È la storia della relazione tra l'autore, Hornby stesso, e il calcio, in special modo con l'Arsenal, squadra di Londra. Consiste di un buon numero di racconti, ognuno relazionato con una singola partita tra il 1968 e il 1992. Mentre Hornby racconta gli alti e bassi dell'Arsenal, espone anche gli avvenimenti della propria vita, sempre intrecciati con l'adorazione di idoli dell'Arsenal come Liam Brady e il disprezzo per giocatori deludenti come Gus Caesar.
Febbre a 90' vendette più di un milione di copie solo nel Regno Unito. Fu anche visto come una pietra miliare nella percezione pubblica del calcio, rendendo accettabile, o addirittura alla moda, l'interesse per questo sport anche in circoli più sofisticati. Vinse il premio Libro sportivo dell'anno William Hill nel 1992. 
Venne anche ristampato con una nuova copertina e regalato agli abbonati dell'Arsenal nella stagione 2005-06, l'ultima disputata nello stadio londinese di Highbury.

## Edizioni
- Nick Hornby, Febbre a 90', Guanda, 1997.